# وسله (شهرداری سوداک)
وسله (به لاتین: Vesele) یک منطقهٔ مسکونی در اوکراین است که در شهرداری سوداک واقع شده‌است. وسله ۱٬۶۷۵ نفر جمعیت دارد و ۱۲۶ متر بالاتر از سطح دریا واقع شده‌است.